# Thomisus bulani
Thomisus bulani là một loài nhện trong họ Thomisidae.
Loài này thuộc chi Thomisus. Thomisus bulani được Benoy Krishna Tikader miêu tả năm 1960.